# 蔣恩鈿

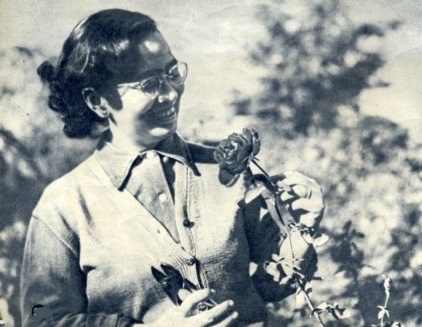

蔣恩鈿（1908年9月17日—1975年6月22日），是一位出身江蘇省太倉市城廂鎮的園藝專家。她是將月季引進中國之重要人物，因此被稱作「月季夫人」。

## 生平

### 幼年生活
1908年9月17日，蔣恩鈿出生於江蘇省太倉市城廂鎮新華西路；她的父親蔣桐侯是一位小學教師。在母親於她11歲過世後，父親另娶繼室許蘊玉。
在完成小學與初中學業後，她礙於經濟因素在小學擔任教師；但是，繼母決定資助她到由蘇州教會主辦的振華女中繼續讀書。在振華女中，她結識了楊絳，並因表現優異被校長王季玉器重。

### 早年生涯
1929年，清華大學首次至南方招考女性學生，蔣恩鈿在應試後被外國語文學系（西洋文學系）錄取，王季玉決定籌資借貸支持她前往就讀。在校園中，她與時任兼課教師的冰心結識，開始兩人之間的長年情誼。此外，錢鍾書與萬家寶（曹禺）都是她的同學，同時，她還結識了吳晗，並將其引介予好友袁震。
1933年，蔣恩鈿獲清華大學頒外文系學士學位。畢業後，她在綏遠第一女師擔任教員。
1935年，蔣恩鈿返回清華大學擔任助教兼女生宿舍舍監。

### 月季事業
1950年初，蔣恩鈿與其夫婿陳謙受自美國返回北京；此後，他們與任職於北京協和醫院的林宗揚夫婦二人經常至吳賚熙住處拜訪，並在那裏欣賞和研究其引進之月季花。不久，吳賚熙病逝，蔣恩鈿決定接續其月季花事業。
1953年，蔣恩鈿隨夫婿因工作搬遷至天津。
1958年，吳晗至天津拜訪蔣恩鈿，邀請她協助北京市建國十周年慶祝活動之城市美化工作，並提議於人民大會堂周圍興建月季園。在該計畫完成之後，北京園林局邀請她擔任顧問；此後，她在1959年到1966年之間於天壇公園全心投入月季研究事業，並協助北京及天津地區建立4座月季園。
此間，蔣恩鈿也翻譯出版美國小說《自由列車》和《富蘭克林書信札》，並與出版社訂定協議翻譯澳大利亞作家普里查德(Prichard)的《有翼的種子》與《黃金里程》。

### 逝世
1975年，中國科學院決定恢復香山植物園，並擬請蔣恩鈿再次擔任顧問。在受邀之前，她因手術失敗逝世於天津；來自北京與天津的花匠出席了她的追悼會，並在她的遺體上灑滿月季花。

## 個人生活
蔣恩鈿的丈夫為畢業自清華大學經濟系的陳謙受。